# دنیل ارزانی
دَنیل ارزانی (انگلیسی: Daniel Arzani)؛ (زادهٔ ۴ ژانویهٔ ۱۹۹۹ در خرم‌آباد) بازیکن ایرانی‌تبار حرفه‌ای فوتبال اهل استرالیا است که در پست هافبک هجومی و وینگر برای ملبورن ویکتوری و تیم ملی فوتبال استرالیا بازی می‌کند.
وی با بازی در تیم ملی فوتبال استرالیا در جام جهانی فوتبال ۲۰۱۸ در روسیه جوانترین بازیکن این دوره بود.

## شیوهٔ بازی
ارزانی به دلیل سرعت بالا، مهارت در دریبل و نیز توانایی بازی در پست‌های وینگر و پشت مهاجم شهرت دارد.

## زندگی شخصی
ارزانی زادهٔ خرم‌آباد است و در ۷ سالگی به همراه خانواده‌اش به سیدنی استرالیا مهاجرت کرده و تا پیش از نقل مکان به ملبورن در همان‌جا پرورش یافته‌است. وی انگلیسی و فارسی را روان صحبت می‌کند.